# Spinat (Gattung)
Spinat (Spinacia) ist eine Pflanzengattung aus der Familie der Fuchsschwanzgewächse (Amaranthaceae). Bekanntester Vertreter ist der als Gemüse verwendete Echte Spinat (Spinacia oleracea).

## Beschreibung

### Vegetative Merkmale
Spinat-Arten sind einjährige oder zweijährige krautige Pflanzen, die sommer- oder winterannuell sein können. Ihre Oberfläche ist kahl, selten in jungem Zustand zerstreut mehlig. Der aufrechte Stängel ist nicht oder nur schwach verzweigt.
Die gestielten, anfangs rosettigen, grünen Laubblätter sind wechselständig am Stängel angeordnet, bei weiblichen Pflanzen bis zur Stängelspitze, bei männlichen Pflanzen vorwiegend basal. Ihre flache Blattspreite ist dreieckig-eiförmig bis spießförmig mit glattem, gezähntem oder bogig gelapptem Rand. Bei männlichen Pflanzen ist der Blattrand oft weniger stark gelappt als bei den weiblichen.

### Blütenstand und Blüte

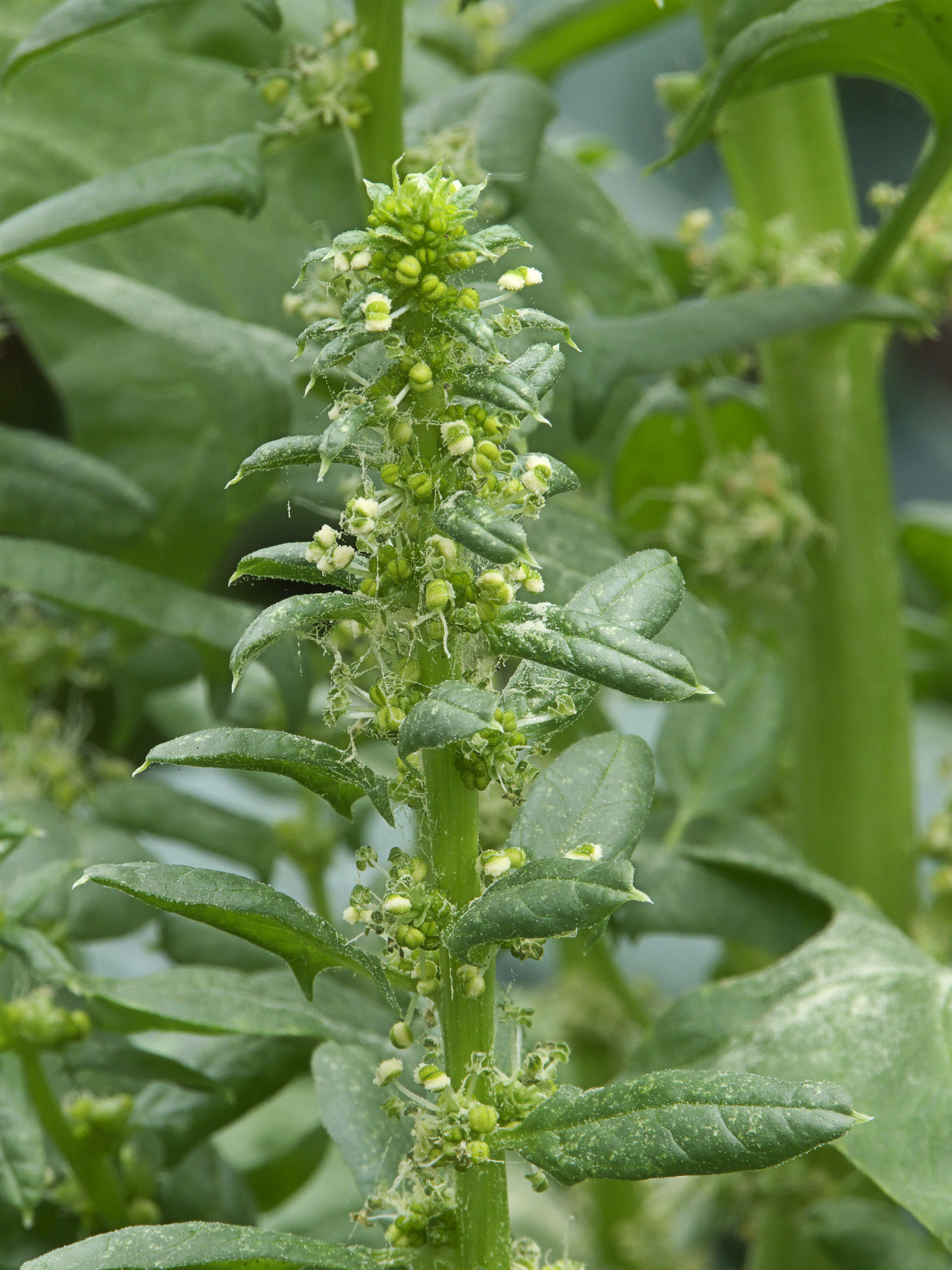
Blütenstand mit männlichen Blüten (Spinacia oleracea)

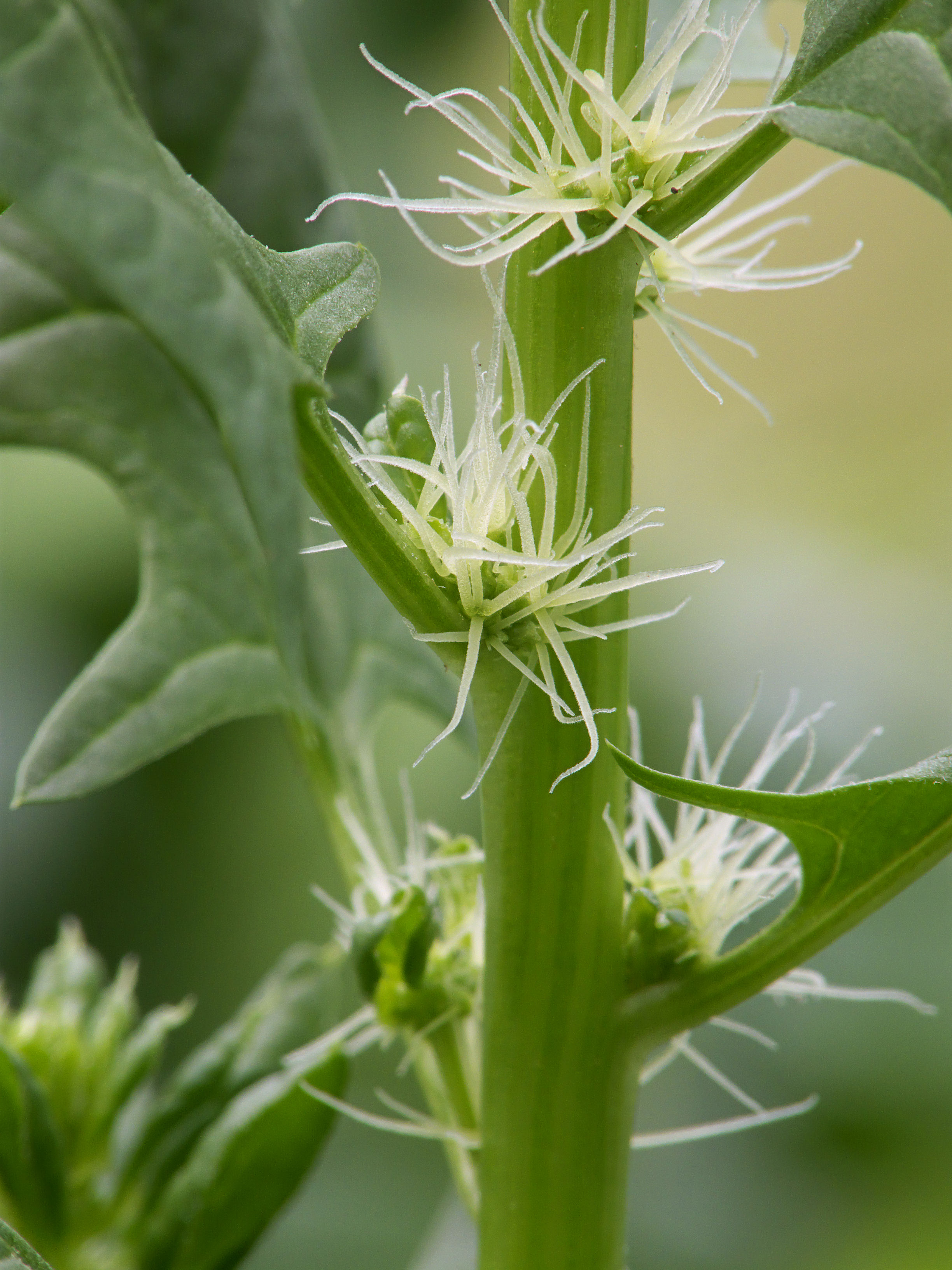
Ausschnitt eines Blütenstandes mit weiblichen Blüten (Spinacia oleracea)

Die Spinat-Arten sind zweihäusig getrenntgeschlechtig (Diözie) (nur ausnahmsweise einhäusig). Männliche Blüten stehen geknäuelt in unterbrochenen scheinährigen Teilblütenständen und bilden einen endständigen Gesamtblütenstand. Sie besitzen eine Blütenhülle aus vier bis fünf grünen, länglichen, hautrandigen Tepalen und vier bis fünf Staubblätter mit haarförmigen Staubfäden und herausragenden Staubbeuteln.
Die weiblichen Blüten stehen in blattachselständigen knäueligen Blütenständen. Sie werden umgeben von zwei bis vier miteinander verbundenen und überdauernden Vorblättern, eine Blütenhülle fehlt. (Einige Autoren interpretieren die Vorblätter als Blütenhülle. Die Anatomie der Vorblätter ist komplexer als bei den Melden (Atriplex).) Der oberständige Fruchtknoten trägt vier bis fünf lange, fadenförmige Narben. (Sehr selten kommen auch zwittrige Blüten vor.)

### Frucht und Samen
Zur Fruchtzeit verwachsen und verhärten die vergrößerten Vorblätter und umschließen die Frucht. Am Rand bilden sie oft Zähne aus. Auch können mehrere Blüten miteinander verwachsen und dornige oder gehörnte Sammelfrüchte bilden. Die häutige Fruchtwand haftet dicht dem aufrechten Samen an. Der ringförmige Embryo umgibt das reichlich vorhandene, mehlige Nährgewebe.

### Chromosomenzahl
Die Chromosomen-Grundzahl beträgt x=6. Dies ist eine ungewöhnliche Zahl innerhalb der Chenopodioideae, die ansonsten meist eine Grundzahl von x=9 aufweisen.

### Photosyntheseweg
Die Spinat-Arten sind C3-Pflanzen mit normaler Blattanatomie.

## Ökologie
Die Arten und Sorten der Gattung Spinat (Spinacia) werden von den Raupen zahlreicher Schmetterlingsarten als Nahrung genutzt. In der HOSTS-Datenbank existieren dazu 63 Einträge, beispielsweise Amerikanischer Webebär (Hyphantria cunea), der Spanner Scopula fibulata, der Bläuling Zizeeria knysna, zahlreiche Eulenfalter, darunter Spodoptera-Arten, zahlreiche Spilomelinae wie Herpetogramma bipunctalis und Spoladea recurvalis, sowie die Kohlschabe (Plutella xylostella).

## Vorkommen
Die Gattung Spinacia ist ursprünglich in Westasien und Mittelasien verbreitet. Schon lange ist sie im Mittelmeergebiet eingebürgert. Eingeführt als Kulturpflanze oder verwildert als Adventivpflanze kommt Echter Spinat in gemäßigten und subtropischen Regionen von Europa, Asien und Nordamerika vor.

## Systematik
Die Gattung Spinacia gehört zur Unterfamilie Chenopodioideae innerhalb der Familie der Fuchsschwanzgewächse (Amaranthaceae). In dieser Familie sind inzwischen die Gänsefußgewächse (Chenopodiaceae) enthalten. Früher wurde die Gattung in die Tribus Atripliceae eingruppiert, deren Arten ebenfalls von Vorblättern umhüllte weibliche Blüten besitzen. Nach phylogenetischen Untersuchungen wurde sie 2010 aus den Atripliceae ausgeschlossen. Seit 2012 bildet Spinacia zusammen mit der Gattung Blitum die Tribus Anserineae. Die Gattung Spinacia ist monophyletisch.
Die Erstveröffentlichung der Gattung Spinacia erfolgte 1753 durch Carl von Linné in Species Plantarum, 2, S. 1027. Die Typusart ist Spinacia oleracea L. Der wissenschaftliche Gattungsname Spinacia bezieht sich auf die dornigen Früchte (lateinisch „spina“ = Dorn, persisch „ispanakh“ gemäß der Flora of North America).
Zur Gattung Spinacia gehören drei Arten:
- Echter Spinat (Spinacia oleracea L.): Vermutlich entstand diese Kulturform aus den beiden Wildarten in Südwestasien, denn eine Wildform ist nicht bekannt. Als kultivierte Gemüsepflanze ist sie in Europa, Asien und Nordamerika weit verbreitet, manchmal kommt sie auch verwildert vor. Sie wächst in den gemäßigten und subtropischen Regionen bis zu einer Höhenlage von 1550 Meter (in Afghanistan).
- Spinacia tetrandra Steven ex M.Bieb.: Sie ist im Kaukasus (Armenien, Aserbaidschan) und Westasien (westlicher Iran, Irak, Syrien, Jordanien und eventuell auch in der östlichen Türkei) verbreitet. Sie wächst in Halbwüsten, Steppen, Ödland, Äckern und an den Ufern von Salzseen bis zu einer Höhenlage von 1400 Meter.
- Spinacia turkestanica Iljin: Sie ist in Mittelasien vom Iran über Afghanistan, Turkmenistan, Kasachstan bis zum südlichen Russland östlich vom Kaspischen Meer und über Pakistan bis nach Tibet und Indien verbreitet. Ihr Lebensraum sind Steppen und Halbwüsten sowie Straßenränder, Äcker und Gärten bis zu einer Höhenlage von 1500 Meter.

## Nutzung
Echter Spinat (Spinacia oleracea) ist eine geschätzte Nahrungspflanze und wird auch als Heilpflanze verwendet.